# Myzus amygdalinus
Myzus amygdalinus är en insektsart. Myzus amygdalinus ingår i släktet Myzus och familjen långrörsbladlöss. Inga underarter finns listade i Catalogue of Life.